# 石庄遗址
石庄遗址，位于山西省运城市永济市蒲州镇石庄村北半坡一带，是中华人民共和国山西省文物保护单位之一。
1965年5月24日，授予山西省文物保护单位，是一座古遗址。